# Brouay
Brouay ist eine ehemalige französische Gemeinde mit zuletzt 473 Einwohnern (Stand: 1. Januar 2013) im Département Calvados in der Region Normandie. Sie gehörte zum Arrondissement Caen und zum Kanton Bretteville-l’Orgueilleuse. Die Einwohner werden als Brouaysien bezeichnet.
Am 1. Januar 2017 wurde die Gemeinde Brouay mit Bretteville-l’Orgueilleuse, Cheux, Le Mesnil-Patry, Putot-en-Bessin und Sainte-Croix-Grand-Tonne zur neuen Gemeinde Thue et Mue zusammengeschlossen.

## Geografie
Brouay liegt auf halber Strecke zwischen Caen und Bayeux (jeweils rund 16,5 km). 
Umgeben wurde die Gemeinde von Loucelles im Norden, Sainte-Croix-Grand-Tonne im Nordosten, Putot-en-Bessin im Osten, Le Mesnil-Patry im Südosten, Cristot im Süden und Südwesten, Audrieu im Westen sowie Ducy-Sainte-Marguerite in nordwestlicher Richtung.

## Bevölkerungsentwicklung der ehemaligen Gemeinde
| Jahr                             | 1793 | 1836 | 1876 | 1926 | 1946 | 1968 | 1990 | 2008 |
| Einwohner                        | 344  | 400  | 366  | 244  | 195  | 277  | 239  | 465  |
| Quelle: Cassini, EHESS und INSEE |      |      |      |      |      |      |      |      |

## Sehenswürdigkeiten
- Kirche Notre-Dame-de-l’Assomption aus dem 13. Jahrhundert
- Schloss aus dem 18. Jahrhundert
- Soldatenfriedhof
- Lavoir

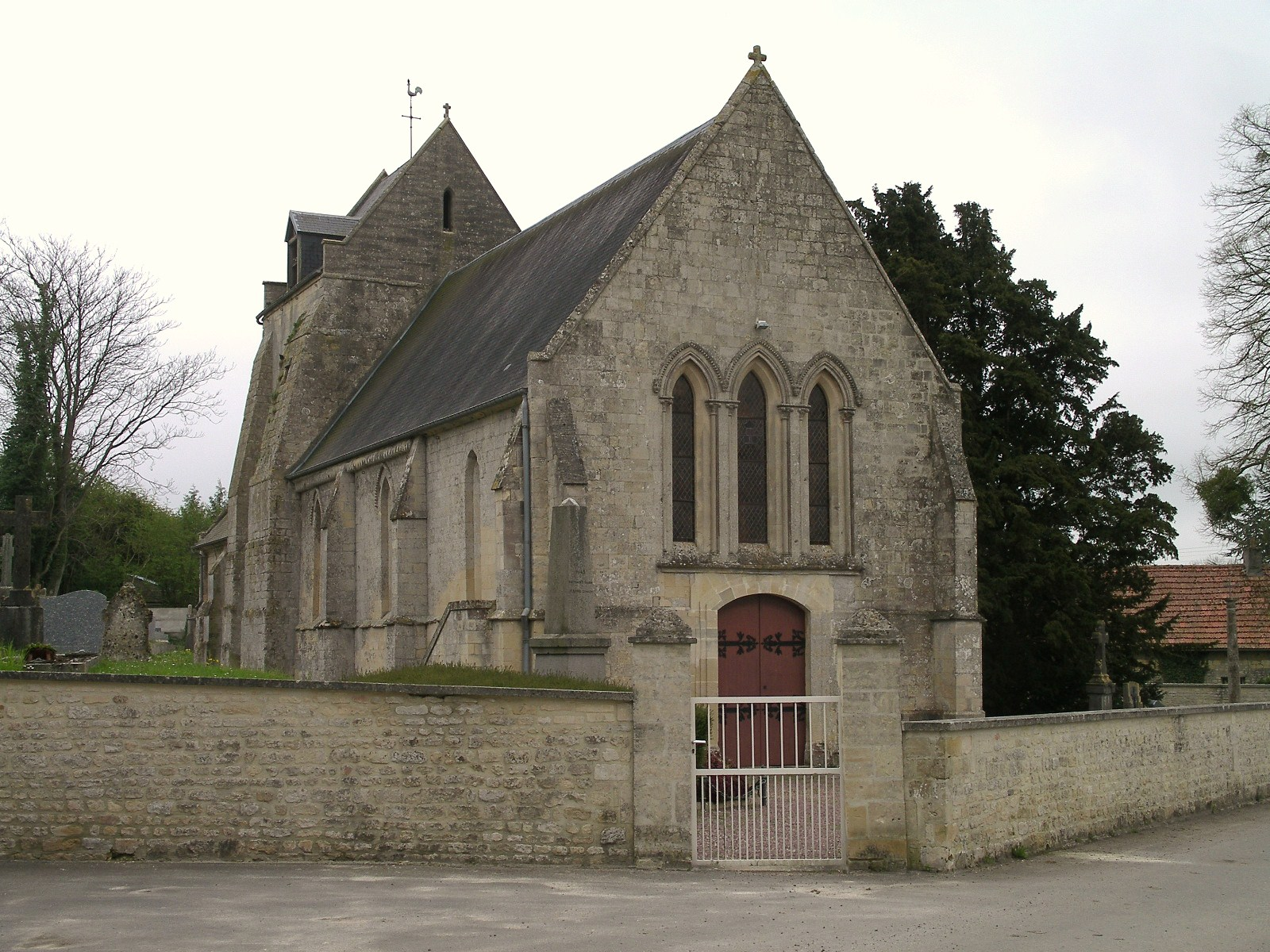
Kirche Notre-Dame-de-l’Assomption
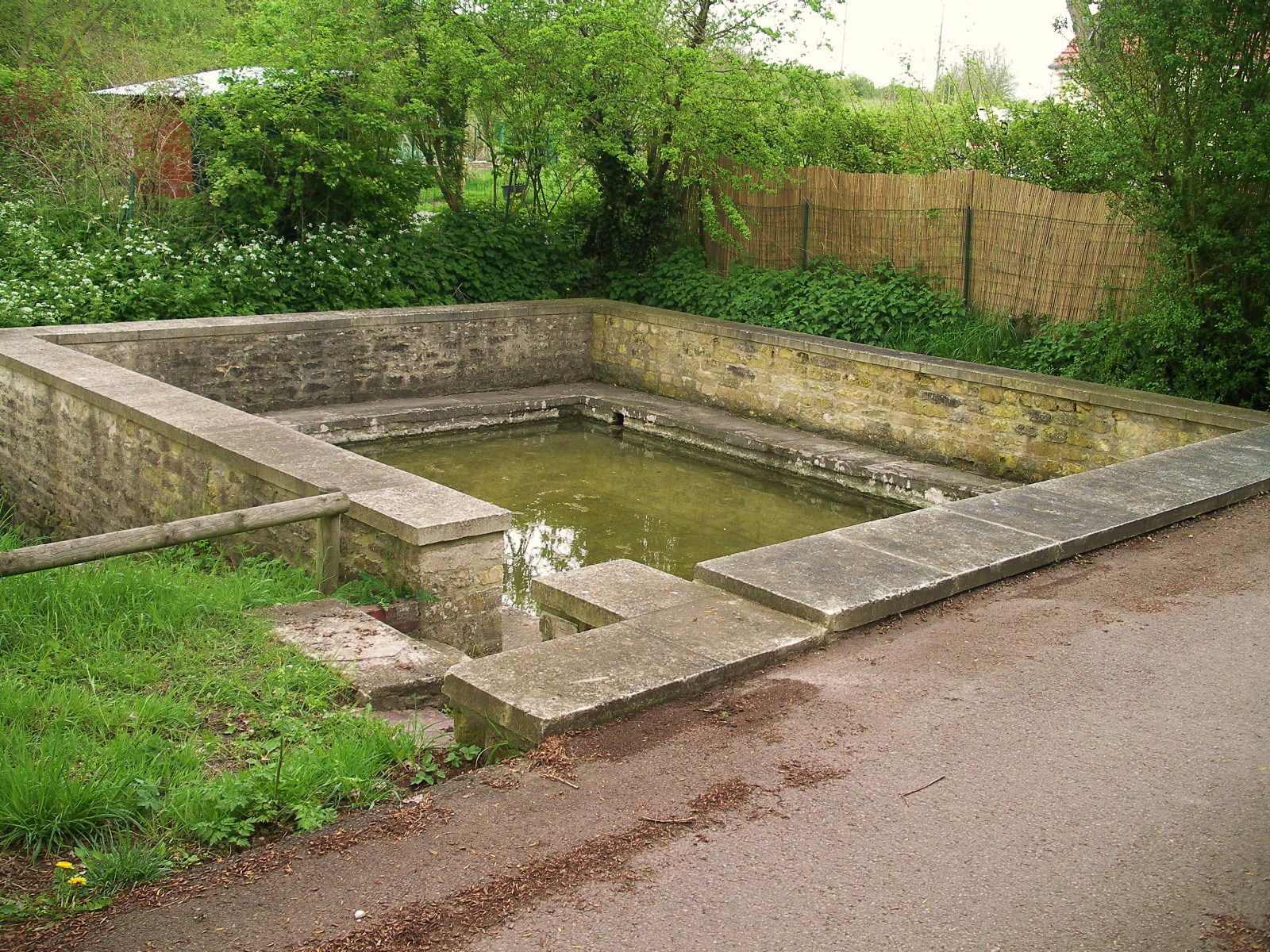
Das Lavoir